# Coupe de la Ligue (Gabun)
Der Coupe de la Ligue ist seit 2019 der nationale Ligapokal des gabunischen Fußball-Verbandes.

## Geschichte
Der 2019 neu gegründete Wettbewerb ersetzte den bis dahin ausgetragenen Coupe du Gabon Interclubs. Erster Sieger wurde AS Mangasport, der das Finale im Stade Augustin Monédan de Sibang in der Hauptstadt Libreville mit 2:0 gegen Lozo Sport FC gewann.

## Die Endspiele im Überblick
| Saison | Sieger        | Ergebnis | Finalist      |
| ------ | ------------- | -------- | ------------- |
| 2019   | AS Mangasport | 2:0      | Lozo Sport FC |
| 2020   |               |          |               |
| 2021   |               |          |               |

### Rangliste der Sieger und Finalisten
| Verein        | Siege | Jahr(e) | FT |
| ------------- | ----- | ------- | -- |
| AS Mangasport | 1     | 2019    | –  |
| Lozo Sport FC | 0     |         | 1  |